# Ceux qui marchent debout
Ceux qui marchent debout, stylisé Ceux Qui Marchent Debout, est un groupe français de funk, originaire de Paris.

## Histoire
Créé en 1992 par Superclark, producteur de Malka Family et fondateur de Patate Records, Bart et Androuze, tromboniste et trompettiste de La Marabunta, le groupe se nomme initialement Les Fils de Crao et se produit principalement dans les bars de la région parisienne. Pour cause d'homonymie, ils changent de nom et deviennent « Ceux qui marchent debout », ces deux noms faisant référence à l'univers de la bande-dessinée Rahan. 
En juillet 1995 au Bataclan de Paris, ils partagent un de leurs premiers grands shows avec le bassiste funk américain Bootsy Collins dont ils assurent la première partie. Puis, dans un bar du quartier de la Bastille, ils sont repérés par le réalisateur Cédric Klapisch qui leur commande le générique de son prochain film, Chacun cherche son chat. Suivent de nombreuses collaborations et premières parties avec notamment : Fred Wesley, Maceo Parker, The Neville Brothers, Galactic ou encore David Byrne qui les inclut sur la compilation Cuisine Non-Stop de son label Luaka Bop. Le groupe, excepté leur deuxième album Your Boddy produit par EMI Music Publishing France via le Label 109 et publié en hiver 1997-1998, continue de travailler en autoproduction au sein d'un collectif sans leader. En octobre 2013, ils font une tournée en France sous le nom de Madd Vibes Brass Band, accompagnés du saxophoniste, chanteur et joueur de thérémine Angelo Moore, du groupe Fishbone.
Décembre 2021, ils sortent leur dernier album en date, From Blues to Funk,,. À cette occasion, ils tournent à Paris pour leur 30 ans d'existence au début de 2022.

## Membres

### Membres actuels
- Benoît Gaudiche – trompette
- Sylvain « Bart » Lacombe – trombone
- Julien Petit – soubassophone
- Boris de Loeper – caisse claire
- Maxime Aubry – grosse caisse
- Bruno « SuperClark » Clark – banjo
- Arnaud Fioravanti – saxophone ténor

### Anciens membres
- Fabrice Lerigab – caisse claire, chant
- Bruno Gautheron – trompette, chant
- Serge « Roufi » Calka – soubassophone
- Cyril « Vitch » Noacco – grosse caisse, chant
- Eric « Tafani » Dubessay – caisse claire, chant
- Ounsa Mebarkia – chant
- Arthur Simon – trompette
- Philippe « Androuze » Andrieu – trompette

## Discographie
- 1993 : Nageant dans le brouillard (k7 parue sous le nom Les Fils de Crao)
- 1996 : Debout
- 1998 : Your Boddy
- 2000 : La La Lalalala
- 2001 : Funky Stuff In a Reggae Style
- 2003 : CQMD
- 2005 : DVD Live + Bonus
- 2007 : The Jackpot
- 2009 : Check that Funk
- 2011 : Shoot the Freak (featuring Angelo Moore, Femi Kuti, Yellowman)
- 2016 : Don't Be Shy
- 2021 : From Blues to Funk